# Nederby (Fur)
 For alternative betydninger, se Nederby. (Se også artikler, som begynder med Nederby)
Nederby er den største by på limfjordsøen Fur nord for Salling med 531 indbyggere  (2024). Nederby er beliggende 30 kilometer nord for Skive og fem kilometer nord for Selde.
Byen ligger i Region Midtjylland og hører under Skive Kommune. Nederby er beliggende i Fur Sogn. Herred: Harre.
Fur Kirke er beliggende i den sydlige del af Nederby.
Arkæologiske fund har vist at Nederby har været beboet siden 700-tallet. Nederby er dermed en af de ældste stadig beboede byer i Danmark. Fundene kan ses på Fur Museum, der findes i byen.